# まっすんの陽あたり良好
『まっすんの陽あたり良好』（まっすんのひあたりりょうこう）は、テレビ愛媛で放送されている住宅情報番組。2006年11月放送開始。

## 概要
旅人役のまっすんこと桝形浩人が、愛媛県内にあるこだわりの家やユニークな家を現地まで行って紹介する。通常、1回の放送で3件の情報を取り上げる。物件の紹介のみにとどまらず、リフォーム情報、インテリア情報、住宅セキュリティなど、住まいに関する総合情報を取り扱っている。大手のハウスメーカーよりも、地元のハウスメーカーや工務店を取り上げることが多い。
番組制作は、創通の代表取締役・森山敦がすべて手掛けている。

## 放送時間
- 土曜日 10:25 - 10:55
  - 2008年3月29日までは10:40 - 11:10に放送。
  - 2012年3月30日までは10:10 - 10:40に放送。
  - 2013年9月28日までは10:00 - 10:30に放送。

## 出演者
- 桝形浩人